# フィッシャー (企業)
フィッシャー（Fischer Sports GmbH）は、ノルディックスキー、アルペンスキー、アイスホッケー用品を製造するオーストリアのスポーツ用品メーカーである。ノルディックスキー、アルペンスキーの双方のワールドカップで用具を提供している最大のメーカーの1つであり、プロ・アマ双方をターゲットする広い範囲で用具を製造している。
かつてはテニスラケットも製造していたが、ドイツのストリングメーカーのパシフィック社に譲渡している。

## 関連企業
- フィッシャー＋レフラードイツ社（ドイツ）
- フィッシャー株式会社（ロシア）
- フィッシャー・ムカチェヴォ（ウクライナ）
- フィッシャー・スキーUS有限責任会社（アメリカ）
- フィッシャー・フットウェア有限会社モンテベルナ（イタリア）
- フィッシャー・フランス有限会社（フランス）

## 歴史

### 創業期
1924年、オーストリア・ザルツブルクの北東にあるリート・イム・インクライス郡で、ヨーゼフ・フィッシャー・シニアによって設立された。当時は荷馬車を製造するかたわらスキーも製造していた。1938年の時点で従業員が30名でアメリカだけで手製のスキー2,000台を販売するまでに拡大している。第二次世界大戦終結後、ヨーゼフ・フィッシャー・ジュニアが会社の再建に携わることになった。

### 新時代への脱皮
1949年、それまでの手製を改め生産速度を上げるための最初のスキープレス機を開発した。1958年時点で、137人の職人を雇用し年間53,000台のスキーを製造した。この年に現在の3つの三角形のロゴを採用した。 1964年、同社は、町の郊外に最先端のコンピュータ化された製材所をもつ新工場を完成させた。この年のインスブルックオリンピックでフィッシャーは、エゴン・ツィマーマンが初めて金属スキーを使用し、男子滑降で金メダルを獲得している。 1967年では、同社は775人の従業員を有しており、スキーの33万台を製造している。 同社は、アルペンスキー、クロスカントリースキー、スピードスキーなど、レースのためのスキーを開発するために長年にわたり研究活動を続けてきた。

### 成長期
1970年代初頭、フィッシャーは世界最大のスキー製造メーカーとなる。ガラス繊維技術を用いた「Europa 77」は革命的であった。これはスカンジナビア市場を獲得するための基盤となった。 フランツ・クラマーは、フィッシャーのC4スキーで1976年のインスブルックオリンピックの男子滑降で金メダルを獲得した。 1988年にはムカチェヴォ（ウクライナ）に工場を完成させた。

### 家族の絆
2002年に株を買い戻し、それ以来100%家族経営の会社となっている。
2013年に本社を建て替えた。

## ロッテフェラとの提携
2007-08年シーズンの初めに、ノルディックビンディングメーカーであるロッテフェラと提携した。ロッテフェラのビンディングはフィッシャーのスキーブーツの公式ビンディングとなっている。それまではサロモン・ノルディック・システムを使用していた。ロッテフェラはNNN(New Nordic Norm) ビンディングの製造者である。これらのビンディングシステムには互換性がなく2007年初めにはブーツはロッテフェラのNNNビンディングに台応したものとなる。

## フィッシャーのスキーを使用する選手

### アルペンスキー
- イヴィツァ・コステリッチ
- エゴン・ツィマーマン
- フランツ・クラマー
- トム・シモンズ
- レジーナ・ザクル
- ハルティ・ヴァイラター
- スティーブ・ポッドボースキー
- イゾルデ・コストナー
- マンフレッド・メルグ
- マリオ・マット
- ターニャ・プティアイネン
- デニス・カーボン
- カトリン・ヘルツル
- クリスタプス・ズヴェイニェクス

### ノルディックスキー

#### クロスカントリー
- ペッター・ノートグ
- ダリオ・コロニャ
- アレクセイ・ポルトラニン
- マリット・ビョルゲン
- ベンテ・スカリ
- マグダレナ・フォースバーグ
- エレーナ・ヴェルベ
- トーマス・ワシュベリ

#### スキージャンプ
- グレゴア・シュリーレンツァウアー
- アダム・マリシュ
- アンドレアス・ゴルトベルガー
- カリーナ・フォークト
- ダニエラ・イラシュコ＝シュトルツ
- 葛西紀明
- 伊藤有希
- 小林陵侑（BWTへのOEM供給[3]）

#### ノルディック・コンバインド
- エリック・フレンツェル

#### バイアスロン
- トラ・バーガー
- スヴェン・フィッシャー